# Unai Simón
Unai Simón Mendibil (ur. 11 czerwca 1997 w Vitorii-Gasteiz) – hiszpański piłkarz narodowości baskijskiej, grający na pozycji bramkarza w hiszpańskim klubie Athletic Bilbao oraz w reprezentacji Hiszpanii. Zwycięzca Mistrzostw Europy 2024. Uczestnik Mistrzostw Świata 2022.

## Kariera klubowa
W 2011 dołączył do drużyny młodzieżowej Athletic Bilbao, przenosząc się tam z CD Aurrerá de Vitoria.
Zadebiutował w zespole CD Baskonia podczas kampanii ligowej 2014–2015, w ramach rozgrywek Tercera División.
8 czerwca 2016 Simón stał się bramkarzem zespołu rezerw. Natychmiast wywalczył sobie miejsce w pierwszym składzie, notując 29 występów w sezonie.
2 czerwca 2017 został powołany do pierwszej drużyny na mecze przedsezonowe przez nowego menedżera zespołu, José Ángela Zigandę, ale nadal występował wyłącznie dla Bilbao Athletic.
13 lipca 2018 podpisał umowę obowiązującą do 2023. Dwa tygodnie później został wypożyczony do występującego w Segunda División – Elche CF. 15 sierpnia z powodu kontuzji Iago Herrerína jego wypożyczenie zostało anulowane przez Athletic. Zadebiutował w rozgrywkach La Liga pięć dni później pomagając odnieść zwycięstwo 2:1 nad CD Leganés.